# Congresso de Aquisgrão (1748)
O Congresso de Aquisgrão foi um encontro realizado em 24 de abril de 1748 na cidade de Aquisgrão (em francês Aix-la-Chapelle, em alemão Aachen) para chegar pôr fim aos conflitos bélicos que se desenrolavam na Áustria em virtude da Guerra de Sucessão Austríaca.
Entre 30 de abril e 21 de maio, foram assinados acordos preliminares entre a França, Grã-Bretanha e a República das Sete Províncias Unidas dos Países Baixos, mais tarde, Maria Teresa, rainha da Boêmia e da Hungria, os reis da Sardenha, da Espanha, o duque de Módena e a República de Gênova sucessivamente aderiram ao congresso. O tratado definitivo foi assinado em 18 de outubro, somente a Sardenha se recusou a aderir, pois não foi fixado com o Tratado de Worms.
Das disposições do Tratado de Aquisgrão , foram estipuladas as cláusulas mais importantes:
1. a restituição geral das áreas conquistadas, incluindo a Ilha Cape Breton para a França, Madras para a Inglaterra e as cidades de barreiras para os holandeses.
2. a atribuição dos ducados de Parma, Piacenza e Guastalla para Felipe I.
3. a restauração do duque de Modena e da República de Gênova às suas posições anteriores.
4. a renovação em favor da Grã-Bretanha do Contrato de Asiento.
5. a renovação do artigo do tratado de 1718 reconhecendo os protestantes na linha de sucessão do trono inglês.
6. o reconhecimento do Imperador Francisco e a confirmação e uma sanção pragmática, ou seja, o direito de Maria Teresa à sucessão dos Habsburgos.
7. a garantia para a Prússia do ducado da Silésia e do ducado de Glatz.

A Espanha levantou objeções às cláusulas do Asiento, substituindo assim o Tratado de Aquisgrão pelo Tratado de Madrid em 5 de outubro de 1750, no qual a Grã-Bretanha abdicou de suas reivindicações sob essas cláusulas em troca de uma soma de cem mil libras.